# Theristus parasetosus
Theristus parasetosus is een rondwormensoort uit de familie van de Xyalidae. De wetenschappelijke naam van de soort is voor het eerst geldig gepubliceerd in 1928 door Allgén.